# Your Mother Should Know
"Your Mother Should Know" é uma canção escrita pela banda The Beatles. A primeira aparição da música foi dada em 1967, no lançamento do disco Magical Mystery Tour (dois EP discos no Reino Unido; um LP nos Estados Unidos). Ela foi escrita por Paul McCartney (creditada à parceria Lennon/McCartney). McCartney disse que ele escreveu a canção para o filme Magical Mystery Tour, que trazia um segmento de dança fora de moda, que inicia com os Beatles descendo uma grande escadaria em smokings brancos.

## Gravação
A música foi gravada em três sessões em 22 de agosto, 16 de setembro de 29 de setembro de 1967.
A sessão de 22 de agosto ocorreu no Chappell Recording Studios, porque o Abbey Road Studios não estava disponível naquela noite. As sessões restantes aconteceram todas no Abbey Road.

## Créditos
Por Ian MacDonald:
- Paul McCartney – vocal principal, piano, baixo
- John Lennon – vocal de fundo, órgão, pandeirola
- George Harrison – vocal de fundo, violão
- Ringo Starr – bateria